# Raion de Cahul
Le raion de Cahul est un raion de la république de Moldavie, dont le chef-lieu est Cahul. En 2014, sa population était de 105 324 habitants.

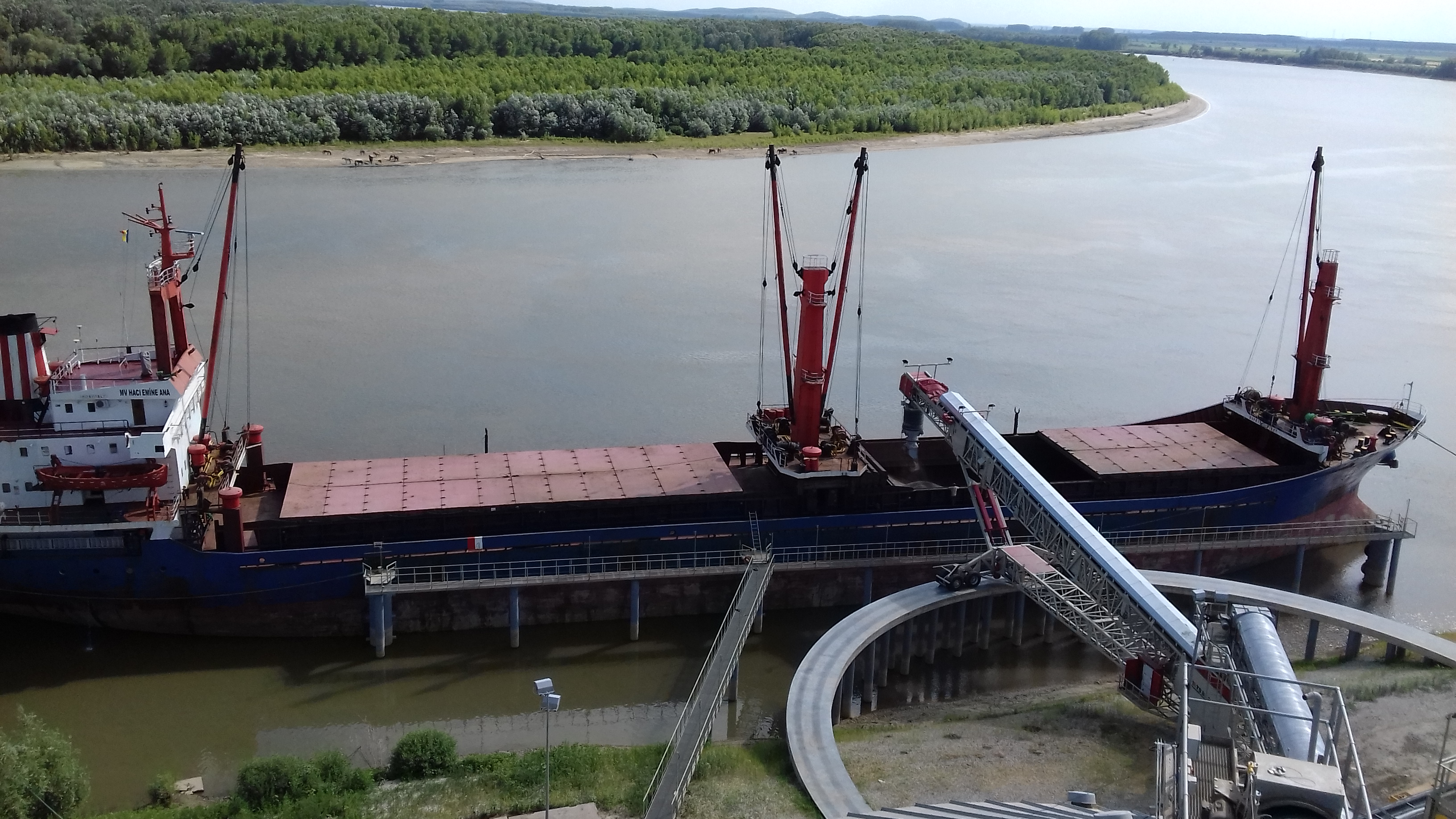
Port de Giurgiulești

## Démographie
| Groupe ethnique      | %    |
| -------------------- | ---- |
| Moldaves et Roumains | 82,9 |
| Ukrainiens           | 4,9  |
| Russes               | 4,6  |
| Bulgares             | 4,1  |
| Gagaouzes            | 2,7  |
| Autres               | 0,6  |
| Roms                 | 0,2  |

## Religions
- 94,3 % de la population du raïon est chrétienne, dont une grande partie sont orthodoxes.
- 2,9 % de la population est athée ou sans religion.